# Thérèse van Hall

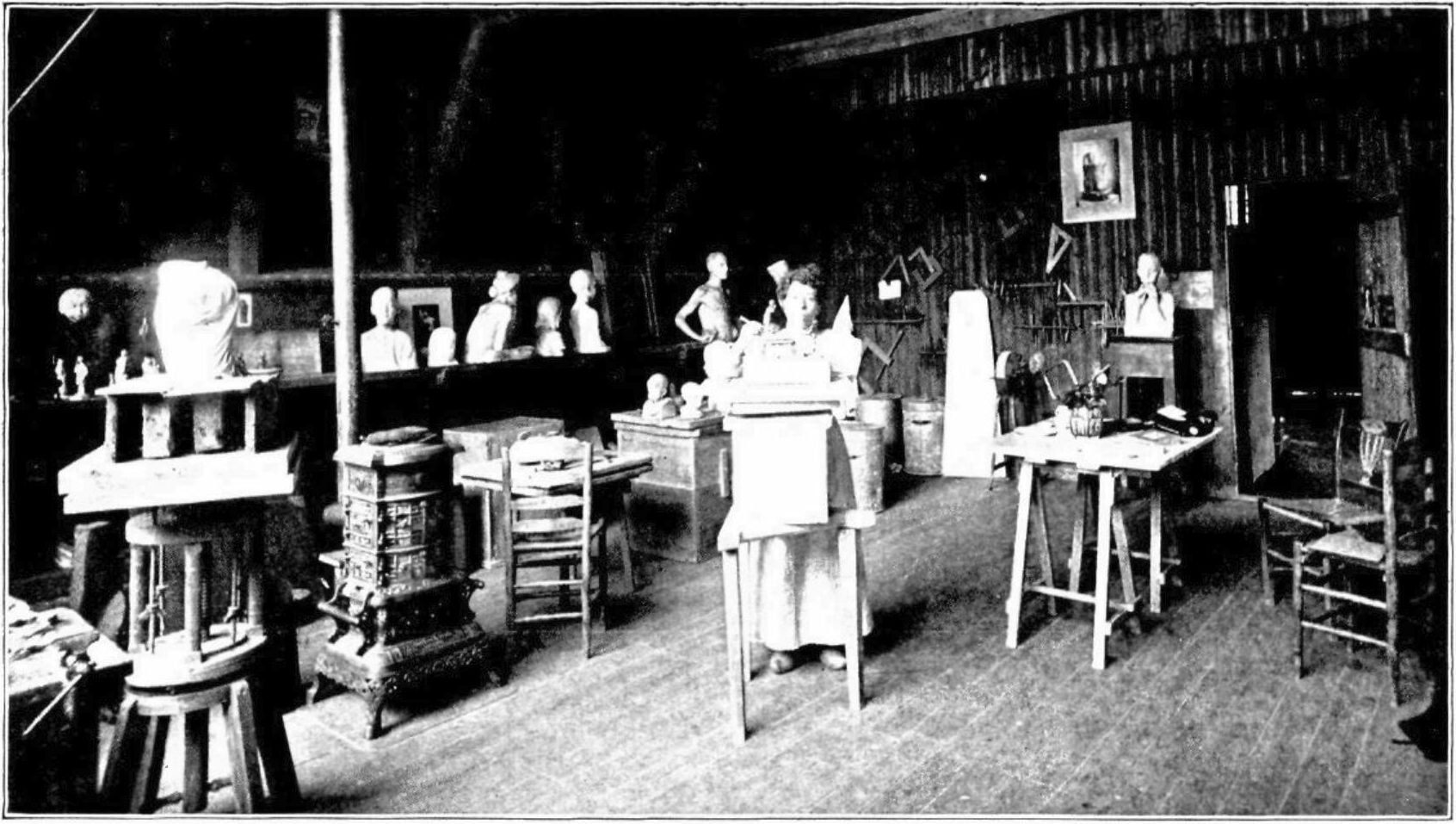
Thérèse van Hall in ihrem Atelier, 1910

Elise Thérèse van Hall (* 16. April 1872 in Utrecht; † 17. November 1931 in Amsterdam) war eine niederländische Bildhauerin und Malerin. Pieter A. Scheen erwähnt sie mit dem Namen Theresia Elisa van Hall.

## Leben und Werk

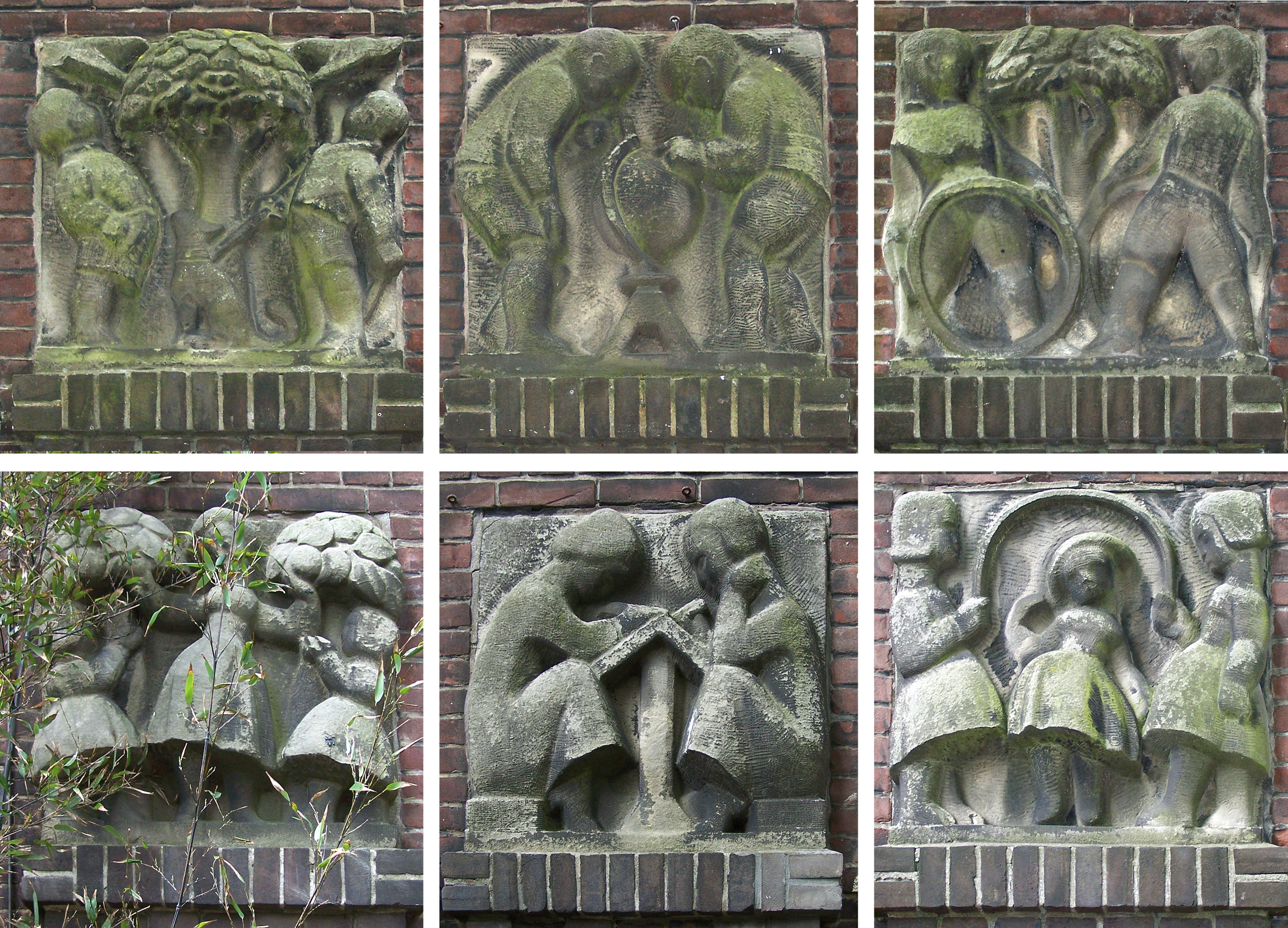
Reliefs, 1925 an der Jungen-/Mädchenschule der Hervormde Gemeente

Thérèse van Hall wurde am 16. April 1872 in Utrecht geboren. Sie besuchte von 1891 bis 1892 die Rijksakademie van beeldende kunsten in Amsterdam, hatte dort jedoch nur theoretischen Unterricht. Ausgebildet wurde sie von 1894 bis 1901 von Joseph Mendes da Costa. Sie gehörte der Kunstenaarsvereniging Sint Lucas und dem Haagse Kunstkring an und nahm regelmäßig an den Ausstellungen der Kunstvereinigungen und der Ausstellungen der Levende Meesters teil.
Thérèse van Hall starb am 17. November 1931 in Amsterdam.